# Sunda-Plumplori
Der Sunda-Plumplori (Nycticebus coucang) ist eine Primatenart aus der Familie der Loris (Lorisidae), der auf der Malaiischen Halbinsel südlich des Isthmus von Kra, auf Sumatra südlich des Batang-Toru-Flusses, in Singapur, sowie auf den kleineren Inseln Batam, Galang, Rantau, Pulau Tioman und Natuna Besar vorkommt.

## Merkmale
Nach Angaben im Primatenband des Handbook of the Mammals of the World erreichen Sunda-Plumploris eine Kopf-Rumpf-Länge von 30 bis 34 Zentimeter, ein Schwanz ist nicht vorhanden. Das Gewicht beträgt 635 bis 850 Gramm. Kleinere Maße ergaben Messungen von beschlagnahmten Plumploris aus dem indonesischen Heimtierhandel. Laut diesen Untersuchungen liegt die Kopf-Rumpf-Länge der Sunda-Plumploris im Durchschnitt bei 23 cm, davon entfallen 6,2 cm auf den Kopf. Der Kopf ist 4,5 cm breit, die Schnauze 2,3 cm lang und die Ohren sind 1,7 cm lang. Das Gewicht der Tiere beträgt durchschnittlich 595 Gramm. Damit ist der Sunda-Plumplori in der Regel etwas kleiner als der Hiller-Plumplori (Nycticebus hilleri) aus dem Norden Sumatras.
Die Fellfärbung variiert von graubraun bis rotbraun an der Oberseite, die Unterseite ist etwas heller. Manchmal ist ein dunkler Rückenstreifen vorhanden. Der zweite Finger ist verkürzt, der Daumen und die erste Zehe sind opponierbar, was für einen sicheren, festen Griff an den Ästen sorgt. Die Anzahl der Brust- und Sakralwirbel ist erhöht, wodurch sie sich sehr beweglich um die Äste winden können. Die Augen sind groß und nach vorne gerichtet, dazwischen verläuft häufig ein heller Streifen. Die Ohren sind rundlich und teilweise im Fell verborgen.
Sie zählen zu den wenigen giftigen Säugetieren. Eine Drüse am Arm produziert ein Sekret, das in Verbindung mit Speichel seine Giftigkeit entfaltet. Sie schlecken sich ab, das Gift vertreibt so etliche potentielle Fressfeinde (Katzen, Schleichkatzen und Malaienbären) und kann auch mit Bissen übertragen werden. Der Gebrauch des Gifts ist bislang allerdings nur in Laborversuchen untersucht, inwieweit es in freier Wildbahn verwendet wird, ist nicht bekannt.

## Lebensraum und Lebensweise
Sunda-Plumploris leben in Regenwäldern und sind nachtaktive Baumbewohner. Sie kommen kaum jemals auf den Boden; meist halten sie sich in der Kronenregion der Bäume auf. Tagsüber schlafen sie zusammengerollt im dichten Pflanzenbewuchs. In der Nacht begeben sie sich auf Nahrungssuche, wobei sie sich sehr langsam und vorsichtig fortbewegen und auch wenig Laute von sich geben.
Sunda-Plumploris leben weitgehend einzelgängerisch und sind territorial. Sie urinieren auf ihre Hände und hinterlassen bei ihren Streifzügen so eine Duftspur, die Artgenossen auf ihre Anwesenheit aufmerksam macht. Männchen reagieren aggressiv auf Artgenossen, ihr Revier kann allerdings mit dem mehrerer Weibchen überlappen.
Diese Tiere fressen vorrangig Insekten und Früchte, in geringerem Ausmaß nehmen sie auch kleine Wirbeltiere, Eier und verschiedenes Pflanzenmaterial zu sich. Bei der Jagd schleichen sie sich vorsichtig an die Beute heran, um dann mit einer schnellen Bewegung mit beiden Vorderpfoten zuzugreifen.

## Fortpflanzung
Nach einer rund 190-tägigen Tragzeit bringt das Weibchen meist ein einzelnes Jungtier zur Welt. Dieses klammert sich zunächst an der Mutter fest, wird dann aber später während der Nahrungssuche im Geäst zurückgelassen. Dabei schleckt es die Mutter ab, um es so mit ihrem Gift zu schützen. Nach etwa fünf bis sieben Monaten ist es entwöhnt und wird mit eineinhalb bis zwei Jahren geschlechtsreif. In menschlicher Obhut können diese Tiere über 25 Jahre alt werden.

## Systematik
Autor der Erstbeschreibung des Sunda-Plumploris ist der niederländische Naturforscher Pieter Boddaert, der der Art im Jahr 1785 den wissenschaftlichen Namen Tardigradus coucang gab. Die Gattung Nycticebus wurde 1812 durch den französischen Zoologen Étienne Geoffroy Saint-Hilaire eingeführt. Die Bezeichnung Nycticebus coucang galt für eine lange Zeit für alle Plumploris der Malaiischen Halbinsel und der Großen Sundainsel.

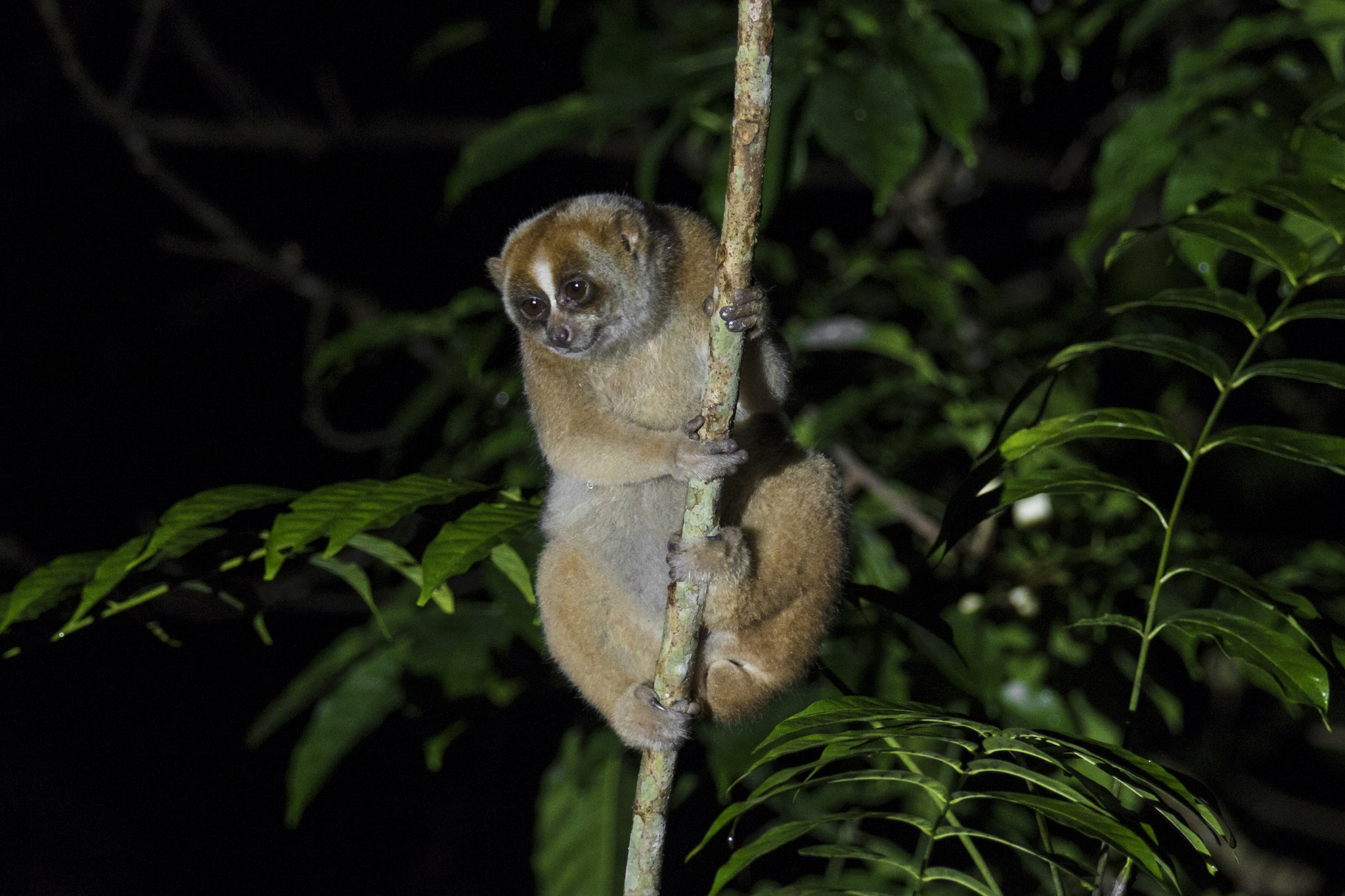
Ein Sunda-Plumplori von der Malaiischen Halbinsel

Heute gelten dagegen der Java-Plumplori (Nycticebus javanicus), der Philippinen-Plumplori (N. menagensis), der Hiller-Plumplori (N. hilleri) aus dem Norden von Sumatra und die drei Plumloriarten von Borneo (N. bancanus, N. borneanus, N. kayan) als eigenständige Arten und die Bezeichnung Nycticebus coucang gilt für die Plumploris der Malaiischen Halbinsel und aus dem Zentrum und dem Süden von Sumatra. In dieser Zusammensetzung ist Nycticebus coucang jedoch nicht monophyletisch, denn die Population der Malaiischen Halbinsel ist näher mit dem Bengalischen Plumplori (N. bengalensis) verwandt als mit Nycticebus coucang von Sumatra, wo sich auch die Terra typica der Art befindet. Damit Nycticebus coucang wieder zu einem monophyletischen Taxon wird müsste also die Population der Malaiischen Halbinsel zu einer eigenständigen Art werden. Dafür steht die Bezeichnung Nycticebus malayanus zur Verfügung, die 1904 durch den englischen Naturforscher Richard Lydekker geprägt wurde, heute aber als Synonym von Nycticebus coucang gilt.

## Sunda-Plumploris und Menschen
Die Menschen Südostasien verbinden einigen Aberglauben mit diesen Tieren. Ihren Fellen werden Heilkräfte bei Wunden zugeschrieben; ein Schiff, das einen Plumplori als Maskottchen dabei hat, geht nicht unter. Auch werden sie oft zu Heimtieren gemacht. Gefangenen Tieren werden häufig die Zähne gezogen, was des Öfteren zu Infektionen oder zum Tod führt und eine etwaige Wiederauswilderung unmöglich macht.
Die Bejagung stellt dementsprechend die Hauptgefährdung dieser Art dar, hinzu kommt mancherorts die Zerstörung ihres Lebensraums. Die IUCN schätzt den Bestand des Sunda-Plumploris als „stark gefährdet“ (endangered) ein.
In Europa wird die Art nur in Prag und Helsingborg (Schweden) gezeigt, ehemalige Halter sind Berlin und Paris.